# Нова-Гуарита
Нова-Гуарита (порт. Nova Guarita) — муниципалитет в Бразилии, входит в штат Мату-Гросу. Составная часть мезорегиона Север штата Мату-Гроссу. Входит в экономико-статистический микрорегион Колидер. Население составляет 5491 человек на 2006 год. Занимает площадь 1087,310 км². Плотность населения — 5,1 чел./км².

## Статистика
- Валовой внутренний продукт на 2003 год составляет 26 002 081,00 реалов (данные: Бразильский институт географии и статистики).
- Валовой внутренний продукт на душу населения на 2003 год составляет 4672,43 реала (данные: Бразильский институт географии и статистики).
- Индекс развития человеческого потенциала на 2000 год составляет 0,724 (данные: Программа развития ООН).